# Вешје
Вешје (мкд. Вешје) је насеље у Северној Македонији, у средишњем делу државе. Вешје је насеље у оквиру општине Неготино.

## Географија
Вешје је смештено у средишњем делу Северне Македоније. Од најближег већег града, Кавадараца, насеље је удаљено 15 km источно.
Насеље Вешје се налази у историјској области Тиквеш. Село је смештено на висовима изнад долине Вардара, у јужном делу Тиквешке котлине. Насеље је положено на приближно 490 метара надморске висине, у бреговитом подручју Витачево. 
Месна клима је измењена континентална са значајним утицајем Егејског мора (жарка лета).

## Становништво
Вешје је према последњем попису из 2002. године имало 45 становника.
Већинско становништво у насељу су етнички Македонци (100%).
Претежна вероисповест месног становништва је православље.